# Magnus P. Wåhlin
Karl-Magnus Wåhlin (tidigare Persson), född 1 mars 1971 i Västra Alstads församling i Malmöhus län, är en svensk präst och miljöpartistisk politiker.

## Biografi
Magnus Wåhlin studerade teologie vid Lunds universitet och Åbo universitet. År 1999 blev han komminister i Alvesta församling och därefter i församlingarna Älghult, Lenhovda och Herråkra. Wåhlin arbetar sedan 2010 som skolpräst på S:t Sigfrids folkhögskola. Han är gruppledare för Miljöpartiet i Växjö och ledamot i partistyrelsen för Miljöpartiet.
Wåhlin är ledamot i Refarm Linné och Organic Cities Network Europe.
Wåhlin har tidigare varit aktiv i SSU och Vänsterpartiet.

### Språkrörskandidaturer
Wåhlin kandiderade till att efterträda Gustav Fridolin som Miljöpartiets språkrör 2019, men förlorade mot Per Bolund på partiets kongress med röstsiffrorna 171–87.
När Bolund aviserade sin avgång 2023 meddelade Wåhlin att han åter kandiderar som språkrör. På kongressen i november samma år förlorade Wåhlin mycket knappt mot valberedningens kandidat Daniel Helldén. Helldén fick 131 röster mot 130 för Wåhlin.